# Goyangstadion
Het Goyangstadion is een multifunctioneel stadion in Goyang, een stad in Zuid-Korea. 
Het stadion wordt vooral gebruikt voor voetbalwedstrijden, de voetbalclub Goyang Zaicro FC maakt gebruik van dit stadion. In het stadion is plaats voor 41.311 toeschouwers. Het stadion werd geopend in 2003.